# Onome Ebi
Onome Ebi (* 8. Mai 1983 in Lagos) ist eine nigerianische Fußballnationalspielerin.

## Karriere

### Klub
Den Grundstein ihrer Karriere legte sie in ihrer Heimat ab 2001 bei den Omidiran Babes, wo sie bis 2008 spielte und sich dann dem Bayelsa Queens FC anschloss. Im Jahr 2009 wechselte sie dann nach Schweden, wo sie nun für Piteå IF spielte. Im folgenden Jahr war sie dann noch für Djurgårdens IF aktiv. Mitte des Jahres wechselte sie dann aber in die Türkei, wo sie nun für Lüleburgaz 39 Spor und später Ataşehir Belediyespor auflief. Mit letzterem Klub bekam sie im August 2012 auch erste Einsätze in der Champions League.
Zur Saison 2013 kehrte sie nochmal nach Schweden zurück und lief hier für Sunnanå SK auf. Zum Jahr 2014 wechselte sie schließlich nach Belarus, wo sie sich dem FK Minsk anschloss und für zwei Jahre aktiv war. Ab der Saison 2017 wechselte in die Volksrepublik China, um dort dann für Henan Jianye zu spielen. Im Jahr 2021 spielte sie dann nochmal kurz wieder für den FK Minsk, verließ diese dann aber im Januar 2022. Seit September 2022 ist sie für den FC Levante Las Planas in Spanien aktiv.

### Nationalmannschaft
Ihr Debüt für die A-Nationalmannschaft hatte sie im Jahr 2003, in welchem sie auch mit an der Weltmeisterschaft 2003 teilnahm. In den weiteren Jahren nahm sie auch an den Turnieren in den Jahren 2007, 2011, 2015 und 2019 teil. Damit wurde sie zudem auch die erste afrikanische Fußballspielerin, die bei fünf Weltmeisterschaften im Kader ihrer Mannschaft und auf dem Platz stand. Erst bei letztem Turnier schaffte sie es mit ihrer Mannschaft dann erstmals in die KO-Phase. Nebst dem Turnier der Olympischen Spiele 2008, wo sie mit ihrem Team die Silber-Medaille erlangte, nahm sie in den folgenden Jahren auch am Afrika-Cup der Jahre 2008, 2010, 2012, 2014, 2016 und 2018 teil. In vier Fällen davon, gewann sie das Turnier mit ihrer Mannschaft dann auch.
Am 16. Juni 2023 wurde sie für den nigerianischen Kader bei der Weltmeisterschaft 2023 nominiert, kam in zwei der vier Spiele ihres Teams zum Einsatz und schied mit der Mannschaft im Achtelfinale gegen die Engländerinnen aus. Sie war die älteste nominierte Spielerin.